# 46 Pułk Artylerii Przeciwlotniczej
46 Pułk Artylerii Przeciwlotniczej (46 paplot.) – oddział przeciwlotniczy ludowego Wojska Polskiego.
Pułk wchodził w skład  15 Dywizji Zmechanizowanej. Stacjonował w garnizonie Olsztyn.

## Historia oddziału
Na podstawie rozkazu ministra obrony narodowej nr 006/Org. z 26 stycznia 1950 przeformowano 15 Dywizję Piechoty na etat terytorialnej dywizji piechoty. W składzie dywizji utworzono 5 baterię przeciwlotniczą. Na miejsce stacjonowania baterii wyznaczono Olsztyn. Baterię sformowano według etatu nr 2/111 baterii przeciwlotniczej terytorialnej DP z 20 stycznia 1950.
Na podstawie rozkazu ministra ON nr 0043/Org. z 17 maja 1951 na bazie 5 baterii przeciwlotniczej sformowano 46 dywizjon artylerii przeciwlotniczej (Jednostka Wojskowa Nr 2321). Dywizjon otrzymał etat nr 2/133 dywizjonu artylerii przeciwlotniczej DP typu „mała konna” z 23 marca 1951.
Na podstawie rozkazu ministra ON nr 0079/Org. z 20 listopada 1952 15 DP przeniesiono na etat dywizji piechoty typu „B”. W związku z powyższym 46 dywizjon artylerii przeciwlotniczej otrzymał etat nr 2/160 dywizjonu artylerii przeciwlotniczej DP typu „B” z 20 listopada 1952.
Na podstawie rozkazu ministra ON nr 0046/Org. z 22 września 1954 nakazano w terminie do 1 maja 1955 przeformować 15 DP na dywizję zmechanizowaną typu „B”. Dywizjon otrzymał nowy etat dywizjonu artylerii przeciwlotniczej DZ typu „B” z 8 listopada 1954.
Na podstawie rozkazu ministra ON nr 0076/Org. z 19 września 1955 dywizjon otrzymał nowy etat dywizjonu artylerii przeciwlotniczej DZ typu „B” z 19 września 1955.
Na podstawie rozkazu ministra ON nr 0025/Org. z 25 kwietnia 1957 dywizjon otrzymał nowy etat dywizjonu artylerii przeciwlotniczej DZ z 2 kwietnia 1957.
Na podstawie rozkazu ministra ON nr 0010/Org. z 2 października 1958 dywizjon otrzymał etat nr 5/239 dywizjonu artylerii przeciwlotniczej z 4 października 1958.
Na podstawie zarządzenia szefa SG WP nr 077/Org. z 19 września 1960 przeformowano dywizjon na nowy etat nr 5/257 dywizjonu artylerii przeciwlotniczej DZ z 19 września 1960.
Na podstawie zarządzenia szefa SG WP nr 076/Org. z 28 sierpnia 1961 15 DZ została przeformowana na etat szkolnej dywizji zmechanizowanej. Dywizjon otrzymał nowy etat.
W 1967 dywizjon został przeformowany na 46 pułk artylerii przeciwlotniczej według etatu pułku artylerii przeciwlotniczej szkolnej DZ. Numer i miejsce stacjonowania pozostały bez zmian.
W drugiej połowie lat 70. XX w. pułk został przezbrojony w zestawy radiolokacyjno-przelicznikowe ZRP-1 „WAZA”.
W 1980 pułk otrzymał nowy etat - pułku artylerii przeciwlotniczej „skadrowanej” DZ.
W 1989 15 DZ została przeformowana na Bazę Materiałowo–Techniczną, a wraz z nią 46 pułk artylerii przeciwlotniczej na 46 Ośrodek Materiałowo–Techniczny.
Na podstawie rozkazu dowódcy Warszawskiego Okręgu Wojskowego nr 05/Org. z 28 stycznia 1994 46 OMT wyłączono ze składu 15 DZ i podporządkowano bezpośrednio szefowi Wojsk OPL WOW. W skład 15 DZ włączono 15 pułk przeciwlotniczy.
Zmiana podporządkowania spowodowała zmianę zadań mobilizacyjnych. Ośrodek stał się bazą mobilizacyjną 46 armijnego pułku artylerii przeciwlotniczej.
W 2000 Ośrodek został rozformowany.

## Skład organizacyjny
Dowództwo i sztab
- bateria dowodzenia	
  - pluton rozpoznawczy
  - pluton łączności
  - pluton RSWP
- 4 baterie przeciwlotnicze	
  - 2 plutony ogniowe
- plutony: remontowy, zaopatrzenia, medyczny

Na uzbrojeniu pułku znajdowały się:

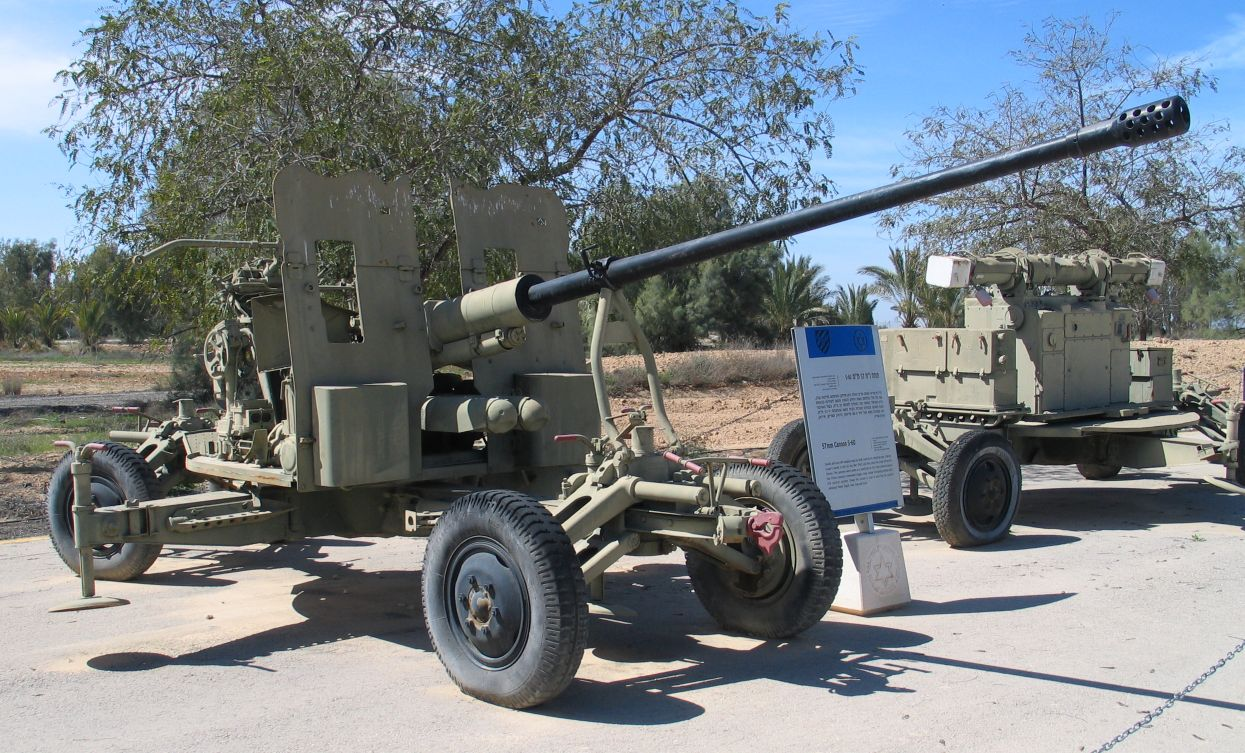
S-60 – armata pułku

- 24 armaty przeciwlotnicze S-60 kalibru 57 mm
- radiolokacyjna stacja wstępnego poszukiwania RSWP „Jawor”
- radiolokacyjna stacja artyleryjska RSA-SON-9A
- 4 wozy dowodzenia WD Rekin-1
- 1 wóz dowodzenia WD Rekin-2

## Dowódcy baterii, dywizjonu i pułku
- kpt. Julian Galijski (1951–1954)
- kpt. Kazimierz Karczmarski (1954–1956)
- kpt. Józef Lembicz (1956–1957)
- mjr Ryszard Markiewicz (1957–1961)
- mjr dypl. Edward Gruszka (1961–1963)
- mjr dypl. Stanisław Szarek (1963–1973)
- mjr dypl. Ryszard Ogonowski (1973–1976)
- ppłk dypl. Stefan Gajewski (1976–1977)
- mjr dypl. Andrzej Ostrokólski (1977–1979)
- ppłk dypl. Julian Bardzik (1979–1982)
- mjr dypl. Adam Wojciechowski (1982–1986)
- ppłk dypl. Andrzej Gierymski (1986–1995)
- ppłk dypl. Romuald Jóźwiak (1995–2000)